# Picota de Lisboa
La Picota de Lisboa (en portugués, Pelourinho de Lisboa) es una picota o rollo jurisdiccional situada en el distrito de Santa Maria Maior en Lisboa. Se encuentra en el centro de la Praça do Município. Está catalogado como monumento nacional desde 1910.

## Historia y descripción
La picota fue construida después del terremoto de 1755, según un proyecto de Eugénio dos Santos e Carvalho, utilizando hierro, mármol y piedra como materiales de construcción. Su arquitectura es de estilo revivalista. Reemplaza la antigua picota que había sido dañada por el terremoto.
La plataforma tiene forma octogonal. La columna se compone de 3 elementos que forman una espiral. En la parte superior de la columna hay una pieza de metal, que forma una esfera armilar, de Pêro Pinheiro. La base de granito tiene cinco escalones. Tiene unos 10 metros de altura.